# وارن كولي
وارن كولي (بالإنجليزية: Warren Kole)‏ هو ممثل أمريكي، ولد في 23 سبتمبر 1977 بسان أنطونيو في الولايات المتحدة.

## أعمال

### أفلام
- (2010) يوم الأم
- (2012) المنتقمون[3][4]

## وصلات خارجية
- وارن كولي على موقع IMDb (الإنجليزية)
- وارن كولي على موقع أول موفي (الإنجليزية)
- وارن كولي على موقع إن إن دي بي (الإنجليزية)
- وارن كولي على موقع قاعدة بيانات الفيلم (الإنجليزية)